# Ligyra fenestella
Ligyra fenestella är en tvåvingeart som först beskrevs av Christian Rudolph Wilhelm Wiedemann 1828.  Ligyra fenestella ingår i släktet Ligyra och familjen svävflugor. Inga underarter finns listade i Catalogue of Life.